# Liste des évêques et archevêques de Turin
Pour un article plus général, voir Archidiocèse de Turin.

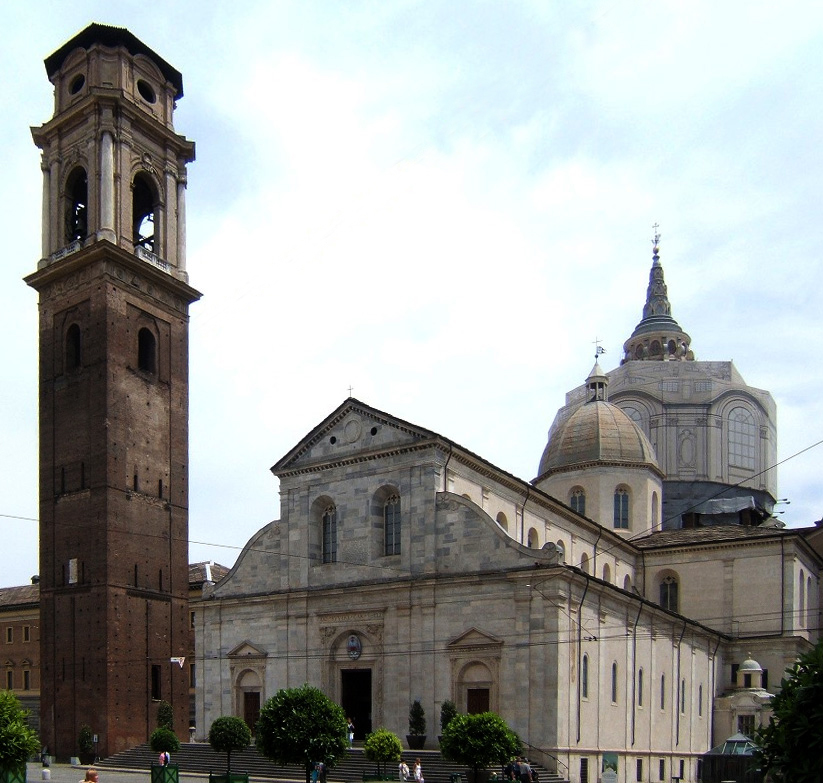
Cathédrale Saint-Jean-Baptiste de Turin

La liste des évêques et archevêques de Turin recense le nom des évêques qui se sont succédé sur le siège épiscopal et archiépiscopal de Turin. Turin est le siège de l'évêché correspondant à la région ecclésiastique du Piémont.
Verceil a probablement été le premier diocèse constitué en Piémont sous l'épiscopat d'Eusèbe. L'Église de Turin s'organise et se sépare de celle de Verceil seulement pendant la seconde moitié du IVe siècle sous les épiscopats des successeurs d'Eusèbe, Limène (371-396) et Honorat (396-415). Le premier évêque de Turin fut probablement Maxime qui avait été formé au monastère qu'Eusèbe avait créé à cette fin à Verceil. La tenue d'un synode, présidé par Simplicien, archevêque de Milan, le 22 septembre 398, témoigne de cette organisation.
Le pape Léon X érigea, par une bulle du 21 mai 1515, le diocèse de Turin en archidiocèse dont les suffragants étaient les évêques d'Ivrée et de Mondovi. Plusieurs fois réorganisée au XVIe, XVIIe, XVIIIe et XIXe siècles, la province ecclésiastique de Turin comprend actuellement les diocèses d'Acqui, d'Albe, d'Aoste, d'Asti, de Coni, Fossano, d'Ivrée, de Mondovi, de Pignerol, de Saluces et Suse.

## Antiquité tardive
- Maxime (v. 375 - v. 423 ou v. 465)[1]
- Maxime II (avant 451 - v. 470)[1].
- Victor (470-494)[1].

## Haut Moyen Âge
- Tigride (501-503)[1].
- Pélage (526)[1].
- Ruf (535-562)[1].
- Ursicin (562-609)[1].
- Rustique (679-691)[1].
- André (773-v 800)[1].
- Claude Ier (818-830)[1].
- Witgaire (832-838)[1].
- Réguimire (838-860)[1].
- Claude II « l'iconoclaste » (860-878)[1].
- Lancie (ou Lance) (888)[1].
- Amulon (ou Amole) (888-898)[1].
- Eginulfe (898-901)[1].
- Guillaume Ier (901-v 904)[1].
- Amulon II (ou Amole) (904-v 906)[1].
- Riculfe (v 906-945)[1].
- Albert (incertain)[1].
- Gébis (incertain)[1].
- Gombert (incertain)[1].
- Amalric (955-974)[1].
- Guillaume II (v 974-989)[1].
- Obert Ier (989)[1].
- Amizon (ou Amize, ou Ami) (989-998)[1].

## Évêques duXIesiècle
- Gezon (ou Gezo) (998-1010)
- Boniface (v 1012)
- Landolfe (1012-1038)
- Pierre (1039)
- Gui Ier (ou Guigue) (1039-1046)
- Réguimire II (ou Régimire) (1047)
- Cunibert (1047-1081)
- Guillaume III (1081-1089)
- Humbert (1090)
- Guibert Ier (1098-1099)

## Évêques auXIIesiècle
- Mainard (1100-1117)
- Guibert II (1118-1122)
- Boson (1122-1125)
- Agamemnon de Gebennis (1125-1130)
- Aribert (1130-1140)
- Obert II (1141-1145)
- Charles Ier (1145-1162)
- Guillaume IV (1162-1163)
- Obert III (1164)
- Charles Ier (1165-1170)
- Milon de Cardano (1170-1188)
- Arduin de Valperga (1188-1207)

## Évêques auXIIIesiècle
- Jacques Ier de Mosso (1208-1227)
- Ainard (1228)
- Jacques II di Carisio (1228-1231)
- Hughes dei Cagnola (1231-1243)
- Régis (1242 - incertain)
- Jean Provana (1243)
- Jean Arborio (1244-1259)
- Huguzio (1260-v 1262)
- Geoffroy di Montanaro (1264-1300)

## Évêques auXIVesiècle
- Tedisio della Gente Camilla (1301-1319).
- Guy II Canalis (1319-1348), de la famille des seigneurs de Cumiana.
- Thomas (II) de Savoie (1348-1362), de la branche des Savoie-Achaïe.
- Barthélémy Frignano (1362-1363).
- Jean Orsini (1364-1411), de la famille des seigneurs de Rivalta.

## Évêques auXVesiècle
- Aimon di Romagnano (13 juillet 1411-1438).
- Ludovic de Romagnano (1438-1468).
- Jean de Compey (1469-1482).
- Domenico della Rovere (1482-1501).
- Giovanni Ludovico della Rovere (en) (1501-1510).
- Thomas de Suxo.
- Giovanni Francesco della Rovere (en) (1510-1515).

## Archevêques auXVIesiècle
Élevé au rang d'archevêché le 21 mai 1515.
- 1510 - 1516 : Giovanni Francesco della Rovere
- 1516 - 1517 : Innocenzo Cibo
- 1517 - 1520 : Claude de Seyssel
- 1520 - 1548 : Innocenzo Cibo
- 1548 - 1563 : Cesare Cibo
- 1563 - 1564 (†) : Iñigo Avalos d'Aragon
- 1564 - 1592 : Gerolamo della Rovere

## Archevêques auXVIIesiècle
- 1592 - 1619 : Carlo Broglia
- 1619 - 1625 : Philibert Milliet (Filiberto Milliet)
- 1626 - 1632 : Giovanni Battista Ferrero (en)
- 1632 - 1642 : Antonio Provana di Collegno
- 1642 - 1662 : Giulio Cesare Bergera (en) (Giulio Cesare Barbera)
- 1662 - 1690 : Michele Beggiamo (Michele Beggiami)
- 1690 - 1713 : Michele Antonio Vibò (en)

## Archevêques auXVIIIesiècle
- 1713 - 1727 : vacant
- 1727 - 1743 : Gian Francesco Arborio di Gattinara
- 1744 - 1766 Giovanni Battista Rotario da Pralormo
- 1768 – 1778 : Francesco Luserna Rorengo di Rorà
- 1778 - 1796 (†) : Vittorio Maria Baldassare Gaetano Costa d'Arignano
- 10 mars 1797 - 23 octobre 1806 (†) : Carlo Luigi Buronzo del Signore

## Archevêques auXIXesiècle
- 1er février 1806 - 8 avril 1814 : Giacinto della Torre
- 21 décembre 1818 - 6 août 1831  : Columbano Giovanni Battista Carlo Gaspare Chiaverotti (it)
- 24 février 1832 - 26 mars 1862 (†) : Luigi Fransoni (en exil à Lyon à partir de 1850) 
  - vacance du siège (1862-1867)
- 22 février 1867 - 16 octobre 1870 : Alessandro Riccardi di Netro
- 27 octobre 1871 - 25 mars 1883 (†) : Lorenzo Gastaldi
- 9 août 1883 - 30 mai 1891 (†) : Gaetano Alimonda
- 14 décembre 1891 - 20 mai 1897 (†) : Davide Riccardi
- 18 septembre 1897 - 10 août 1923 (†) : Agostino Richelmy

## Archevêques auXXesiècle
- 20 décembre 1923 - 26 décembre 1929 : Giuseppe Gamba
- 11 décembre 1930 - 30 mars 1965 : Maurilio Fossati
- 18 septembre 1965 - 27 juillet 1977 : Michele Pellegrino (†)
- 1er août 1977 - 31 janvier 1989 : Anastasio Alberto Ballestrero (†)
- 31 janvier 1989 - 19 juin 1999 : Giovanni Saldarini (†)
- 19 juin 1999 - 11 octobre 2010 : Severino Poletto (retraite)

## Archevêques auXXIesiècle
| Portrait | Armoiries | Épiscopat   | Titulaire       | Notes |
| -------- | --------- | ----------- | --------------- | --- |
|          |           | 2010-2022   | Cesare Nosiglia | est né le 5 octobre 1944 à Rossiglione dans la province de Gênes en Italie, il est nommé évêque auxiliaire de Rome le 6 juillet 1991 avec le siège titulaire de Victoriana, il est nommé archevêque de Vicence le 6 octobre 2003, il est archevêque de Turin du 11 octobre 2010 au 19 février 2022. |
|          |           | depuis 2022 | Roberto Repole  | est né le 29 janvier 1967 à Turin. Il est depuis le 19 février 2022 archevêque de Turin et évêque de Suse. |